# Loxoconcha nitida
Loxoconcha nitida is een mosselkreeftjessoort uit de familie van de Loxoconchidae. De wetenschappelijke naam van de soort werd voor het eerst geldig gepubliceerd in 1868 door Henry Bowman Brady.